# Baiersbronn Classic
Die Baiersbronn Classic ist eine dreitägige Gleichmäßigkeits- und Zuverlässigkeitsfahrt für Kraftfahrzeug-Klassiker bis Baujahr 1975 unter zeitgemäßen Bedingungen. Die rund 500 Kilometer lange Strecke führt durch den Schwarzwald. Der Sieger wird durch rund 20 Wertungsprüfungen, bei denen es nicht um Höchstgeschwindigkeit geht, ermittelt.

## Geschichte
Das Ruhestein-Bergrennen von 1946 - die erste deutsche Motorsportveranstaltung nach dem Zweiten Weltkrieg. Der große Sieger des Tages: Hermann Lang, der mit 1,6 Sekunden Vorsprung auf seinem BMW 328 Touring Coupé Mille Miglia von 1940 den Sieg eingefahren hatte. Der über den Krieg verschollene BMW-Rennwagen ist heute übrigens einer der Stars im BMW-Museum.
An dieses denkwürdige Ereignis erinnert die Baiersbronn Classic – die Schwarzwald-Rallye für Genießer. Beim Revival im Jahre 2013 fuhr SKH Leopold Prinz von Bayern mit Beifahrer Paul Rosche (Spitzname Nocken-Paule) diesen BMW 328 mit der Startnummer 1.

## Information
Die Rallye findet jährlich im September statt. An der Premiere im Jahr 2013 nahmen rund 80 Teams (ein Team besteht aus Fahrer und Beifahrer) teil. 2015 waren es rund 130 Teams aus 11 Ländern, darunter waren 37 verschiedene Automarken von 1927 bis 1975.
Bekannte Persönlichkeiten aus dem Motorsport sowie aus der TV & Unterhaltungsbranche nehmen regelmäßig teil, u. a. SKH Leopold Prinz von Bayern, Ellen Lohr, Christian Geistdörfer, Peter Kraus, Jan Hofer, Katharina Schubert, Christiane Brammer, Julia Obst, Karsten Dörr, Anne von Linstow, Roland Frey.

## Die Strecken – rund 500 km um Baiersbronn
Mit dem Prolog (Donnerstag), der Ortenau- und Schwarzwaldrunde (Freitag und Samstag) führen die Strecken an drei Tagen mit rund 500 km durch den Nordschwarzwald bis hinunter in die Weinregion der Ortenau und verdeutlicht die Vielseitigkeit der Region. Start und Ziel ist in Baiersbronn am Rosenplatz (Ausnahme: Samstag). Die Navigation erfolgt durch ein detailliertes Roadbook  (im Rallyesport bekannt auch als Gebetbuch), dem gedruckten „Navi“  für den Beifahrer.

## Rallye mit mechanischen Uhren
Die Baiersbronn Classic ist eine Gleichmäßigkeitsfahrt für straßenzugelassene Fahrzeuge bis Baujahr 1975, als Zeitmesser im Cockpit sind nur mechanische Stoppuhren oder Chronographen zugelassen.
Rund 20 Wertungsprüfungen, darunter auch geheime, als auch verschiedene Durchfahrtskontrollen sind von den Teilnehmern zu absolvieren. Dabei geht es nicht um Höchstgeschwindigkeit, sondern um höchste Präzision. Die zur Zeitmessung verwendeten Lichtschranken und Druckschläuche sollen möglichst auf die Hundertstelsekunde genau nach vorgegebenen Sollzeiten passiert werden. Pro 1/100 s Abweichung gibt es laut Reglement einen Strafpunkt. Sieger der Rallye ist das Team mit den wenigsten Strafpunkten.

## Start in Baiersbronn-Obertal am Samstag
Der Start zur Schwarzwald-Runde findet am Samstag am Originalschauplatz von 1946 in Baiersbronn-Obertal statt. Die Startaufstellung erfolgt, wie in der Formel 1, in Zweierreihe auf der gesperrten Ruhesteinstraße. Zahlreiche Besucher nutzen die Gelegenheit, die automobilen Klassiker zu besichtigen. Nach dem Start erfolgt der sportliche Höhepunkt auf der 7,3 km langen gesperrten Ruhestein Bergstrecke.
Ein „Anno-Dazumal-Fest“ am historischen Startplatz in Baiersbronn-Obertal rundet die Veranstaltung ab.

## Historische Motorräder
Am dritten Tag der Rallye (Samstag) präsentieren und starten nach den Automobilen zusätzlich rund 50 historische Solomaschinen und Gespanne (bis Baujahr 1975) in Erinnerung an das legendäre Ruhestein-Bergrennen. Die Maschinen starten zu einer 7,3 km langen Sonderprüfung auf der gesperrten Ruhesteinstraße und sind davor und danach im „parc fermé“ am Feuerwehrhaus in Baiersbronn-Obertal zu sehen.

## Siegerehrung und Galadiner
Krönender Abschluss der Rallye bildet der Galaabend mit Siegerehrung und exquisitem Dinner – kreiert von den international bekannten Baiersbronner Spitzenhotels.

## „Classic-Frühshoppen“ und verkaufsoffener Sonntag
Im Rahmen der Baiersbronn Classic findet sonntags ein Oldtimer-Treffen mit verkaufsoffenem Sonntag statt. Das örtliche Blasorchester sowie Hansy Vogt und seine Feldberger sorgen für Unterhaltung.

## Sieger
Sieger-Teams
| Jahr | Fahrer           | Beifahrer               | Fahrzeug                                         |
| 2013 | Wilfried Schäfer | Sandra Hübner           | Lagonda LG 45 Baujahr 1935                       |
| 2014 | Willi Mayer      | Christina Mayer         | Lagonda Le Mans Baujahr 1934                     |
| 2015 | Heinz Eberhart   | Evelyne Eberhart        | BMW 502 Cabrio Baujahr 1955                      |
| 2016 | Georg Weidmann   | Curt Bloss              | Bentley 4 1/2 L van den Plas Tourer Baujahr 1929 |
| 2017 | Willi Mayer      | Christina Mayer         | Lagonda Le Mans Baujahr 1934                     |
| 2018 | Georg Weidmann   | Curt Bloss              | Bentley 4 1/2 L van den Plas Tourer Baujahr 1929 |
| 2019 | Ernst Richter    | Annette Frieß           | Daimler Straight Eight Special Baujahr 1937      |
| 2021 | Ernst Richter    | Annette Frieß           | Lagonda 12/80 Special Baujahr 1933               |
| 2022 | Christian Madey  | Britta-Christin Rehberg | Porsche 911E Targa Baujahr 1969                  |
| 2024 | Christian Madey  | Britta-Christin Rehberg | Porsche 911E Targa Baujahr 1969                  |